# 津幡站

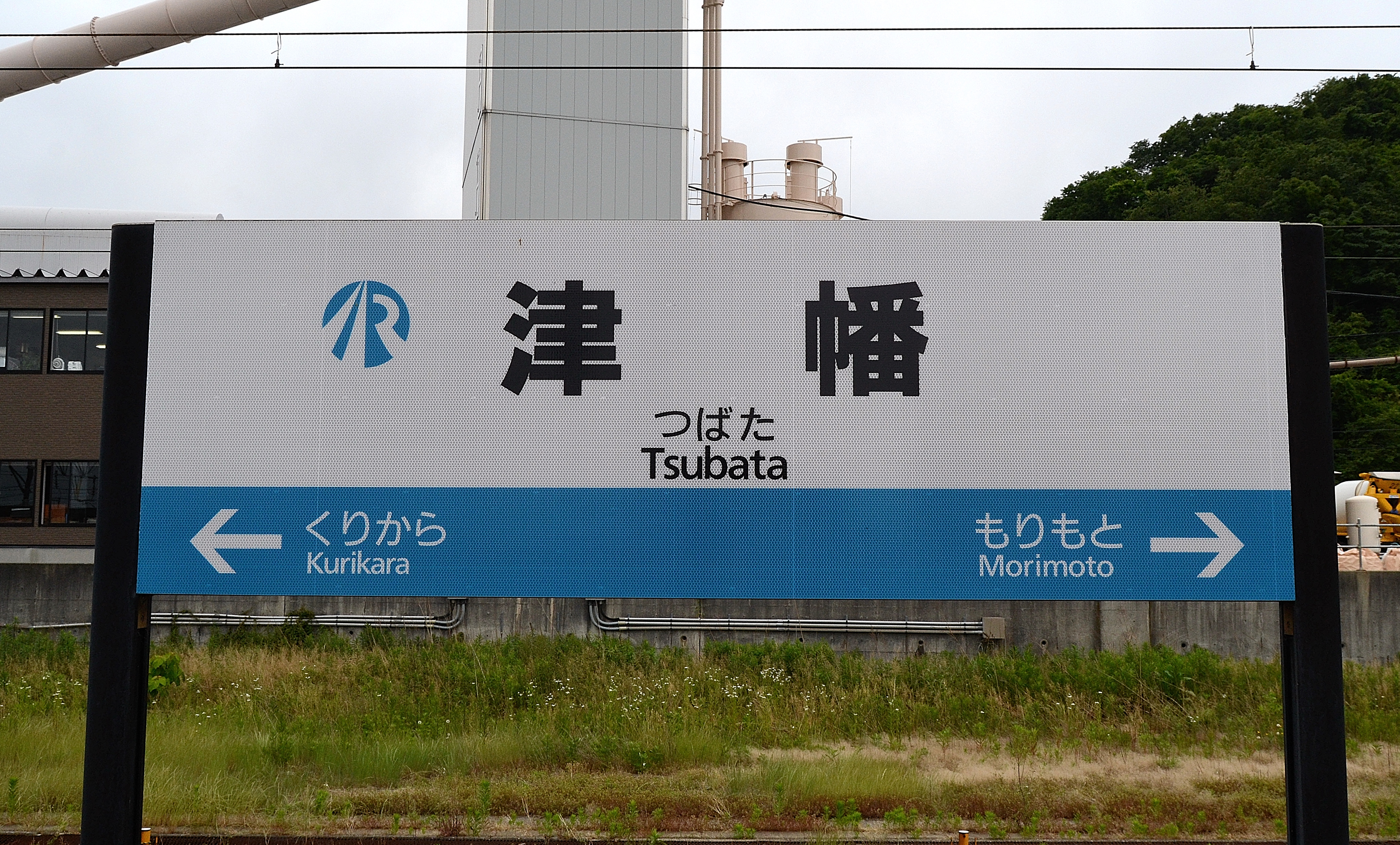
配有IR石川鐵道標誌的站牌

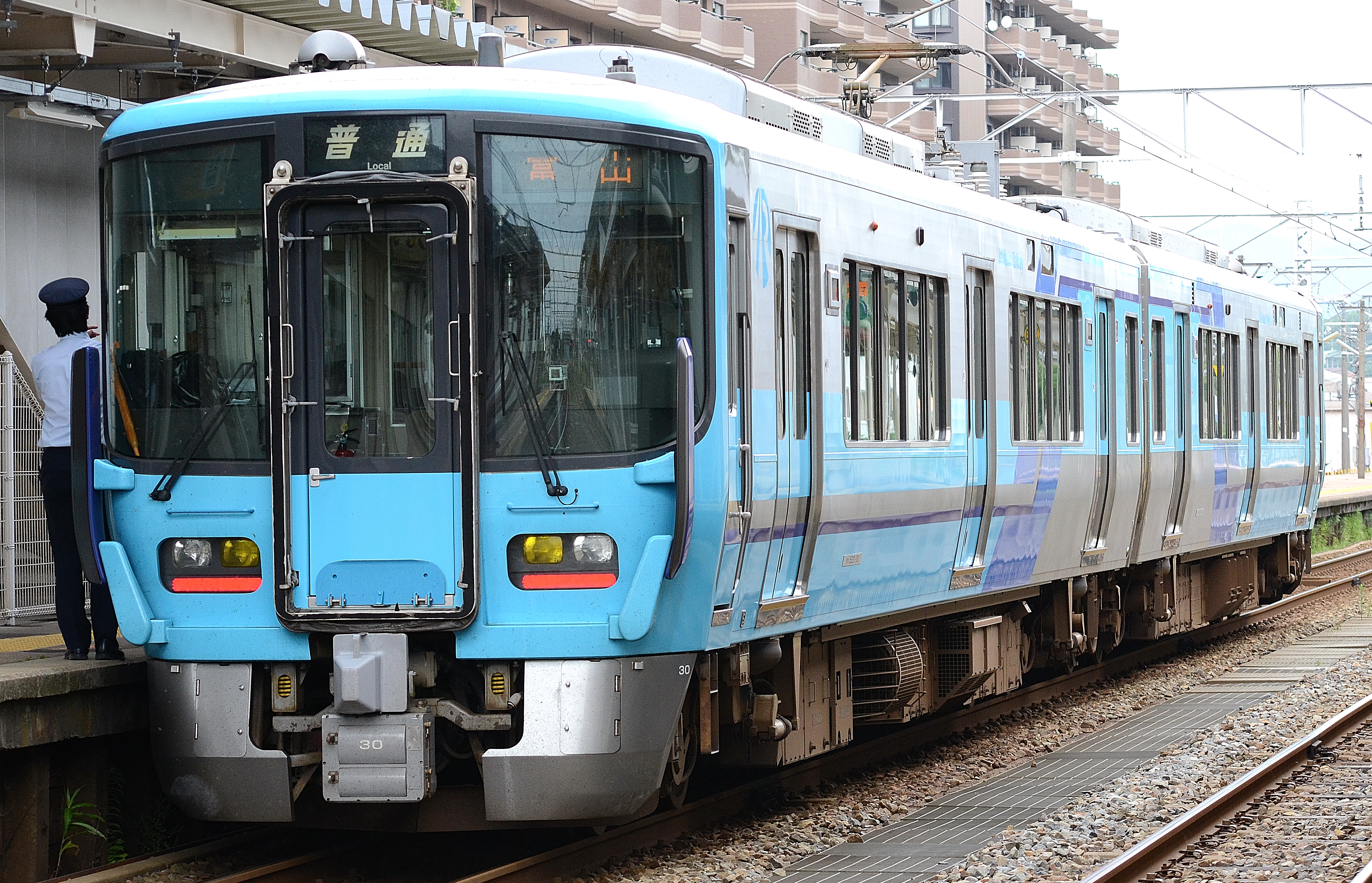
一輛塗上IR配色的IR521系列車準備出發。

津幡站（日语：／ Tsubata eki */?）是一位於石川縣河北郡津幡町，由IR石川鐵道（IR）及西日本旅客鐵道（JR西日本）共同經營的鐵路車站。過往為JR西日本獨營的車站，但隨2015年3月14日起因北陸新幹線開業而將平行在來線段交由第三部門鐵道經營，由於JR西日本只經營地方交通線的七尾線，因此車站管理權須與其他座落在原北陸本線的車站一樣交予IR負責。
因為七尾線使用1,500伏特直流電、IR石川鐵道線使用20,000伏特（60 Hz）交流電，由本站駛入七尾線路段前往中津幡站時，會通過一段交流電、直流電轉換中性區，列車經過中性區前後，車廂內的光源會短暫關閉，並在進入前透過車內廣播提醒乘客。

## 所屬路線
IR石川鐵道
- ■IR石川鐵道線

JR 西日本
- ■七尾線

## 車站結構
島式月台2面4線的地面車站。

### 月台配置
| 月台 | 路線           | 方向      | 目的地         | 備註             |
| ---- | -------------- | --------- | -------------- | ---------------- |
| 1、2 | ■ IR石川鐵道線 | 上行      | 金澤方向       | 金澤方向         |
| 3    | ■ IR石川鐵道線 | 下行      | 高岡、富山方向 | 一部分2、4號月台 |
| 4    | ■JR七尾線      | ■JR七尾線 | 羽咋、七尾方向 | 一部分3號月台    |

## 歷史
- 1898年11月1日：官設鐵道北陸線金澤～高岡間伸延開業，設站。
- 1900年8月2日：七尾鐵道（即現七尾線）伸延至本站。
- 1907年9月1日：七尾鐵道國有化，車站變為日本國鐵單一管理站。
- 1909年：

- 10月12日：編入北陸本線，七尾鐵道改稱「七尾線」。

- 1982年：

- 11月15日：停止貨物托取服務。
- 12月：第2代站舍投入使用。

- 1985年3月14日：停止手提行李托取服務。
- 1987年4月1日：日本國鐵分割民營化，車站的營運由西日本繼承。
- 2015年3月14日：北陸新幹線開業，車站營運由IR石川鐵道繼承。

## 利用狀況
| 乗車人員推算 | 乗車人員推算 |
| 年度         | 1日平均人數  |
| ------------ | ------------ |
| 2004年       | 2,106        |
| 2005年       | 2,139        |
| 2006年       | 2,176        |
| 2007年       | 2,206        |
| 2008年       | 2,255        |
| 2009年       | 2,210        |
| 2010年       | 2,201        |
| 2011年       | 2,249        |
| 2012年       | 2,259        |
| 2013年       | 2,355        |
| 2014年       | 2,175        |

| 乗降人員推算 | 乗降人員推算 | 乗降人員推算 |
| 年度         | 1日平均人數  | 1日平均人數  |
| 年度         | JR西日本     | IR           |
| ------------ | ------------ | ------------ |
| 2015年       | 5,130        | 7,056        |
| 2016年       | 4,991        | 7,084        |
| 2017年       | 4,769        | 2,499        |
| 2018年       | 4,672        | 2,514        |
| 2019年       | 4,517        | 2,475        |

## 相鄰車站
※跨兩公司運行的特急「雷鳥」「能登篝火」（均只限一部分停靠）的相鄰停車站參見各列車條目。
 IR石川鐵道
■IR石川鐵道線
森本－津幡－俱利伽羅
西日本旅客鐵道
■七尾線（所有列車直通至IR石川鐵道線）
森本 －津幡－中津幡

## 外部連結
- IR石川鐵道津幡站公式網頁。（日語）